# 陈懋 (足球运动员)
陈懋（1981年10月19日—），贵州省贵阳市人，中国足球教练，退役足球运动员，现为贵州智诚足球俱乐部主教练。陈懋早年在上海浦东足球俱乐部青年队，曾参加中国国青队集训。陈懋先后在上海国际、南昌八一、贵州智诚效力。效力南昌八一时，他以队长身份带领球队夺得2005年中乙联赛冠军，升入中甲联赛。2009年，陈懋转会贵州智诚，兼任球队的助理教练。2015年，陈懋被任命为贵州智诚主教练。

## 球员生涯
陈懋小时候身体不好，经常生病。他的父亲是个铁杆球迷，把他送到贵阳的一家足球学校，想让他锻炼身体。小学毕业时，上海市的足球教练到贵阳市挑选人才，陈懋被选中，初中和高中时代都在上海度过。14岁时，参加耐克杯比赛，与队友获得亚洲区季军。后来，他进入上海浦东足球俱乐部的青年队。1999年，英国教练基斯·布伦特曾将他召入中国国青队备战2000年亞洲U19青年足球錦標賽的30人大名单。不过，陈懋没有进入最终参赛的队员名单。
2003年，陈懋进入上海国际一线队，成为队内头号球星祁宏的替补。2004年，南昌八一建队，从上海国际把陈懋租借到队里，任命陈懋为球队的首任队长，给了他全队的最高薪水。2005年，陈懋正式转会南昌八一队，带领球队夺得2005年中乙联赛冠军，升入中甲联赛。2006年，陈懋帮助球队成功保级。2007年，陈懋不再担任队长，渐渐淡出主力阵容。2008年初，由于伤病，主教练李晓曾经想把陈懋挂牌。不过，陈懋最终留在了队里，并在赛季中期重新归队，还在第23轮主场迎战无锡中邦的比赛中打入一粒任意球。
2009年，陈懋转会家乡球队贵州智诚，兼任球队的助理教练。

## 教练生涯
2009年，陈懋开始在家乡球队贵州智诚任助理教练。2009年、2010年，贵州智诚连续两次冲击中甲联赛未果。2011年，贵州智诚收购上海中邦的中甲资格，踢上了中甲，但当年就降级了。2012年，贵州智诚夺得中乙冠军，回到中甲。2013年球队再次降回中乙联赛。2014年，球队继2010年之后再次获得全国总决赛季军，与冲甲擦肩而过。2015年初，贵州智诚俱乐部任命陈懋为新赛季球队的主教练，谋划在2015年中国足球乙级联赛中冲击中甲联赛。2015年2月27日，贵州智诚意外地收到了递补参加2015年中甲联赛的消息。球队新赛季的目标是保级。

## 荣誉

### 球员时期
南昌八一
- 中国足球乙级联赛冠军（1）：2005